# 费振东

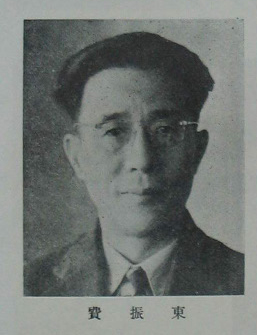

费振东（1902年—1975年），江苏吴江人，费孝通之兄。

## 生平
费振东早年曾在南洋公学学习，并加入中国国民党。后因从事革命运动，于1926年逃亡至荷属东印度。此后曾担任过苏门答腊棉兰《民报》主笔、巴达维亚八帝贯中华学校（今八华学校）教师、棉兰中华商会秘书主任等职。1940年因以参与抗日活动而被荷印政府驱逐，后赴新加坡经营化学椰油工厂。太平洋战争爆发后前往苏门答腊，参与成立华侨总会并曾任秘书长。后又担任中国民主同盟执委。1948年再度被驱逐出境后前往香港，任职于达德学院。1949年作为华侨代表参加中国人民政治协商会议第一届全体会议。
中华人民共和国成立后，曾任中央人民政府华侨事务委员会委员、文教宣传司司长，北京华侨补习学校校长。他还是全国华侨联合会委员、中国民主同盟中央常委、第一届全国人大代表、第一届全国政协委员。1957年被错划为“右派”，其后经历文化大革命的劫难，坎坎坷坷二十年。
1975年在北京逝世。